# 송면시외버스정류장
송면시외버스정류장은 충청북도 괴산군 청천면송면리에 위치한 대한민국의 정류장이다. 송면휴계소에서 승차권매표업무를 담당하긴 하나 거의 현금승차가 다수이다.

## 운행 노선
청주~청천~송면~옥양동
청주~청천~송면~이평